# Pădurea Cătălina - Cotnari
Pădurea Cătălina - Cotnari este o arie naturală de interes național ce corespunde categoriei a IV-a IUCN (rezervație naturală de tip forestier) situată în județul Iași, pe teritoriul administrativ al comunei Cotnari.

## Localizare
Pădurea Cătălina cu o suprafață de 7,60 hectare se află în partea nord-vestică a județului Iași, în Podișul Moldovei (în zona de contact a Câmpiei Moldovei cu Podișul Sucevei), în teritoriul nordic al satului Cotnari, în apropierea drumului național DN28, Târgu Frumos - Hârlău.

## Descriere
Rezervația naturală a fost declarată arie protejată prin Legea Nr.5 din 6 martie 2000 (privind aprobarea Planului de amenajare a teritoriului național - Secțiunea a III-a - zone protejate) și reprezintă o zonă împădurită (pe dealul Cătălina) cu rol de protecție pentru specii arboricole de fag (Fagus sylvatica și gorun (Quercus petraea) cu vârste cuprinse între 150 și 200 de ani. În arealul rezervației se află un exemplar din specia de fag de Crimeea (Fagus taurica).